# Hypnum passaicense
Hypnum passaicense là một loài Rêu trong họ Hypnaceae. Loài này được (Austin) Lesq. & James mô tả khoa học đầu tiên năm 1884.